# Frank Schepke
Pour les articles homonymes, voir Schepke.
Frank Schepke est un rameur allemand, né le 5 avril 1935 à Königsberg et mort le 4 avril 2017 à Kiel.
Il est le frère du rameur Kraft Schepke.

## Palmarès
- Jeux olympiques
  -  Médaille d'or en huit aux Jeux olympiques d'été de 1960 à Rome

- Championnats d'Europe d'aviron[2]
  -  médaille d'or en huit aux Championnats d'Europe d'aviron 1959 à Mâcon
  -  médaille d'or en quatre avec barreur aux Championnats d'Europe d'aviron 1961 à Prague